# XXI Giochi centramericani e caraibici
I XXI Giochi centramericani e caraibici si sono svolti principalmente nella città di Mayagüez, a Porto Rico, dal 17 luglio al 1º agosto 2010.
Ai Giochi hanno preso parte 5204 atleti provenienti da 31 nazioni, impegnati in 39 diversi sport.

## Discipline sportive
- Atletica leggera (dettagli)
- Badminton (dettagli)
- Baseball (dettagli)
- Beach volley (dettagli)
- Bowling (dettagli)
- Calcio (dettagli)
- Canoa/kayak (dettagli)
- Canottaggio (dettagli)
- Ciclismo (dettagli)
- Equitazione (dettagli)
- Ginnastica artistica (dettagli)
- Ginnastica ritmica (dettagli)
- Hockey su prato (dettagli)
- Judo (dettagli)
- Karate (dettagli)
- Lotta (dettagli)
- Nuoto sincronizzato (dettagli)
- Nuoto (dettagli)
- Pallacanestro (dettagli)
- Pallamano (dettagli)
- Pallanuoto (dettagli)
- Pallavolo (dettagli)
- Pattinaggio a rotelle (dettagli)
- Pentathlon moderno (dettagli)
- Pugilato (dettagli)
- Racquetball (dettagli)
- Rugby (dettagli)
- Scherma (dettagli)
- Sci d'acqua (dettagli)
- Softball (dettagli)
- Sollevamento pesi (dettagli)
- Squash (dettagli)
- Taekwondo (dettagli)
- Tennis (dettagli)
- Tennistavolo (dettagli)
- Tiro con l'arco (dettagli)
- Tiro (dettagli)
- Triathlon (dettagli)
- Tuffi (dettagli)
- Vela (dettagli)

## Medagliere
Paese ospitante
| Posiz. | Nazione                   | Oro | Argento | Bronzo | Totale |
| ------ | ------------------------- | --- | ------- | ------ | ------ |
| 1      | Messico                   | 127 | 125     | 123    | 375    |
| 2      | Venezuela                 | 116 | 106     | 99     | 321    |
| 3      | Colombia                  | 104 | 84      | 74     | 262    |
| 4      | Porto Rico                | 48  | 43      | 75     | 166    |
| 5      | Rep. Dominicana           | 31  | 38      | 68     | 137    |
| 6      | Giamaica                  | 15  | 11      | 16     | 42     |
| 7      | Guatemala                 | 14  | 21      | 35     | 70     |
| 8      | Trinidad e Tobago         | 9   | 12      | 13     | 34     |
| 9      | El Salvador               | 8   | 21      | 32     | 61     |
| 10     | Bahamas                   | 7   | 5       | 6      | 18     |
| 11     | Barbados                  | 3   | 2       | 5      | 10     |
| 12     | Panama                    | 2   | 3       | 12     | 17     |
| 13     | Antille Olandesi          | 2   | 3       | 2      | 7      |
| 14     | Isole Cayman              | 2   | 2       | 3      | 7      |
| 15     | Costa Rica                | 1   | 5       | 18     | 24     |
| 16     | Guyana                    | 1   | 3       | 6      | 10     |
| 17     | Bermuda                   | 1   | 1       | 3      | 5      |
| 18     | Isole Vergini Britanniche | 1   | 0       | 0      | 1      |
| 18     | Saint Lucia               | 1   | 0       | 0      | 1      |
| 20     | Haiti                     | 0   | 2       | 4      | 6      |
| 21     | Isole Vergini Americane   | 0   | 2       | 0      | 2      |
| 22     | Aruba                     | 0   | 1       | 3      | 4      |
| 23     | Antille Olandesi          | 0   | 1       | 0      | 1      |
| 23     | Grenada                   | 0   | 1       | 0      | 1      |
| 25     | Nicaragua                 | 0   | 0       | 4      | 4      |
| 26     | Honduras                  | 0   | 0       | 3      | 3      |
| 27     | Saint Kitts e Nevis       | 0   | 0       | 2      | 2      |
| 27     | Suriname                  | 0   | 0       | 1      | 1      |
| 29     | Belize                    | 0   | 0       | 0      | 0      |
| 29     | Dominica                  | 0   | 0       | 0      | 0      |
| 29     | Saint Vincent e Grenadine | 0   | 0       | 0      | 0      |